# Гусев, Александр Алексеевич
Алекса́ндр Алексе́евич Гу́сев (1 января 1933, Дор, Ивановская Промышленная область — 31 июля 2012, Череповец, Вологодская область) — звеньевой механизированного звена совхоза «Политотделец» (Череповецкий район, Вологодская область), Герой Социалистического Труда (1971).

## Биография
Родился в 1933 году в деревне Дор (ныне — Пошехонского района Ярославской области) в семье председателя местного колхоза. По национальности русский.
Во время Великой Отечественной войны пас колхозный скот, окончив ремесленное железнодорожное училище в Рыбинске, с 1949 года работал в городе Пошехонье-Володарск (ныне — Пошехонье). Окончил курсы механизаторов, отслужил в армии, устроился механизатором на тракторе Т-150 в отделение «Политотделец» совхоза «Комсомолец» Череповецкого района Вологодской области (в 1960 году соединён с колхозом имени Кирова).
По итогам работы в 7-й семилетке (1959—1965) за высокие урожаи овощей и картофеля награждён орденом Трудового Красного Знамени. По итогам работы в 8-й пятилетке (1966—1970) его механизированное звено вышло победителем в соцсоревновании среди картофелеводов Вологодской области, в 1970 году звено получило урожай картофеля в 230 центнеров с гектара на участке в 100 гектаров.
Указом Президиума Верховного Совета СССР от 8 апреля 1971 года «за выдающиеся успехи, достигнутые в развитии сельскохозяйственного производства и выполнении пятилетнего плана продажи государству продуктов земледелия и животноводства» удостоен звания Героя Социалистического Труда с вручением ордена Ленина и золотой медали «Серп и Молот».
Вместе с женой Екатериной Николаевной вырастил троих сыновей и дочь умершей сестры. Жил в селе Тоншалово, 14 декабря 2010 года с семьей переехал в Череповец, где умер 31 июля 2012 года.
Награждён орденами Ленина (08.04.1971), Трудового Красного Знамени (30.04.1966), медалями. Дважды избирался депутатом Вологодского областного и неоднократно — местного Советов депутатов трудящихся.